# U-20ラグビートンガ代表
U-20ラグビートンガ代表（英語: Tonga national under-20 rugby union team）は、20歳以下の選手で構成されるラグビートンガ代表チームである。
ワールドラグビーU20トロフィーなどに出場している。

## 歴史
2008年、初年度のIRBジュニア世界選手権(現・ワールドラグビーU20チャンピオンシップ)に在籍するも、2011年、IRBジュニア世界選手権で12位に終わりワールドラグビーU20トロフィーへ降格。それ以降、ワールドラグビーU20チャンピオンシップから遠ざかっている。
そして2014年、ワールドラグビーU20トロフィーで決勝進出するもU20日本代表相手に敗れて4年ぶりのワールドラグビーU20チャンピオンシップ昇格ならず。

## タイトル
- ワールドラグビーU20トロフィー
2位・1回 (2014年)
- オセアニアラグビーU-20トロフィー
優勝・1回 (2018年)

## 成績

### ワールドラグビーU20チャンピオンシップ
- 2008年 - 13位
- 2009年 - 10位
- 2010年 - 11位
- 2011年 - 12位(U20トロフィーへ降格)

### ワールドラグビーU20トロフィー
- 2012年 - 3位
- 2013年 - 5位
- 2014年 - 2位
- 2015年 - 4位
- 2019年 - 3位